# Tabango
Tabango (Bayan ng Tabango) är en kommun i Filippinerna. Kommunen ligger på ön Leyte, och tillhör provinsen Leyte. Folkmängden uppgår till 31 433 invånare.
Tabango är indelat i 13 barangayer.